# Fürst-Pückler-Weg

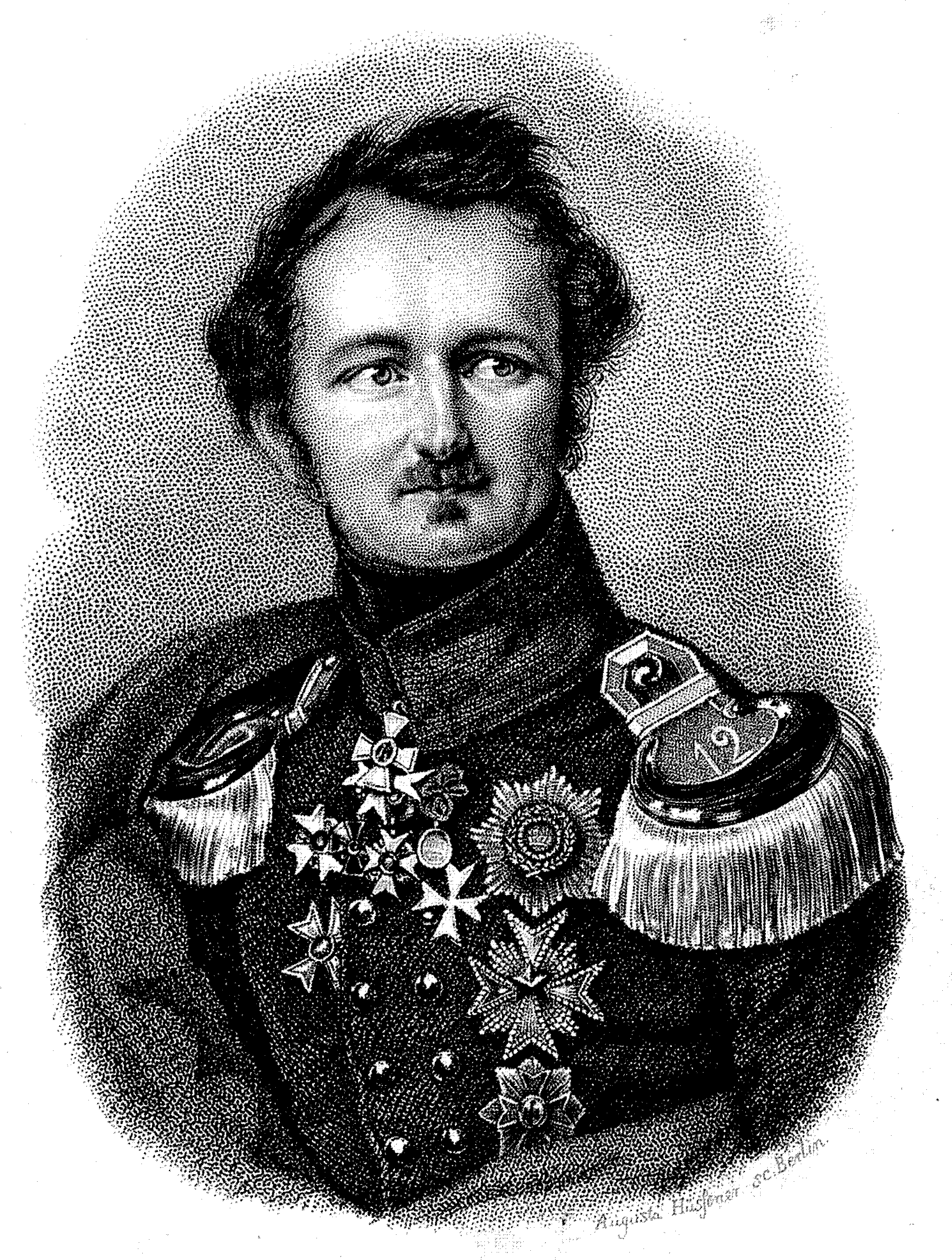
Namensgeber
<div align "center"> Hermann von Pückler-Muskau

Fürst-Pückler-Weg ist die Bezeichnung für einen Radrundweg im Süden von Brandenburg sowie auf kurzen Teilstrecken auch im Norden Sachsens. Er wurde 2005 offiziell eröffnet. Der etwa 500 km lange Radweg ist unter dem Motto 500 Kilometer durch die Zeit in die Projektliste der Internationalen Bauausstellung Fürst-Pückler-Land aufgenommen worden. 2006 wurde der Radweg als erster Radfernweg in Deutschland mit einem Gütesiegel nach den Kriterien des ADFC modellhaft zertifiziert.

## Verlauf
Der Radfernweg tangiert unter anderen folgende Orte entgegen dem Uhrzeigersinn:
Luckau – Altdöbern – Großräschen – Finsterwalde – Doberlug-Kirchhain – Bad Liebenwerda – Elsterwerda – Plessa – Lauchhammer – Senftenberg – Großkoschen – Spremberg – Forst (Lausitz) – Cottbus – Werben (Spreewald) – Burg (Spreewald) – Raddusch – Calau

## Wegstreckenzeichen
Der Fürst-Pückler-Weg ist durchgehend mit einem Symbol gekennzeichnet, welches aus einem auf der Spitze stehenden blauen Quadrat und einer stilisierten kleinen weißen Fürst-Pückler-Pyramide besteht.

## Sehenswürdigkeiten
Der Radfernweg führt vorbei an traditionellen Siedlungen und Dörfern, Schlössern und Parkanlagen der durch den Braunkohlebergbau geprägten Lausitz; berührt unter anderem nahezu alle IBA-Projekte im brandenburgischen und sächsischen Teil:
Branitzer Park mit Schloss Branitz – Forster Rosengarten – Glashütte Döbern – Fürst-Pückler-Park Bad Muskau – Kromlauer Park – Muskauer Faltenbogen – Aussichtspunkt Tagebau Welzow-Süd – Lausitzer Seenland mit schwimmenden Häusern – Gartenstadt Marga – Kunstgussmuseum Lauchhammer – Biotürme Lauchhammer – Kraftwerk Plessa – Bockwindmühle und Miniaturenpark Elsterwerda – Brikettfabrik Louise – Besucherbergwerk Abraumförderbrücke F60 – IBA-Terrassen – Kunstscheune Pritzen – Schloss und Park Fürstlich Drehna – Heinz Sielmann Naturparkzentrum Wanninchen – Slawenburg Raddusch – Peitz mit Fischereimuseum und Hüttenwerk.

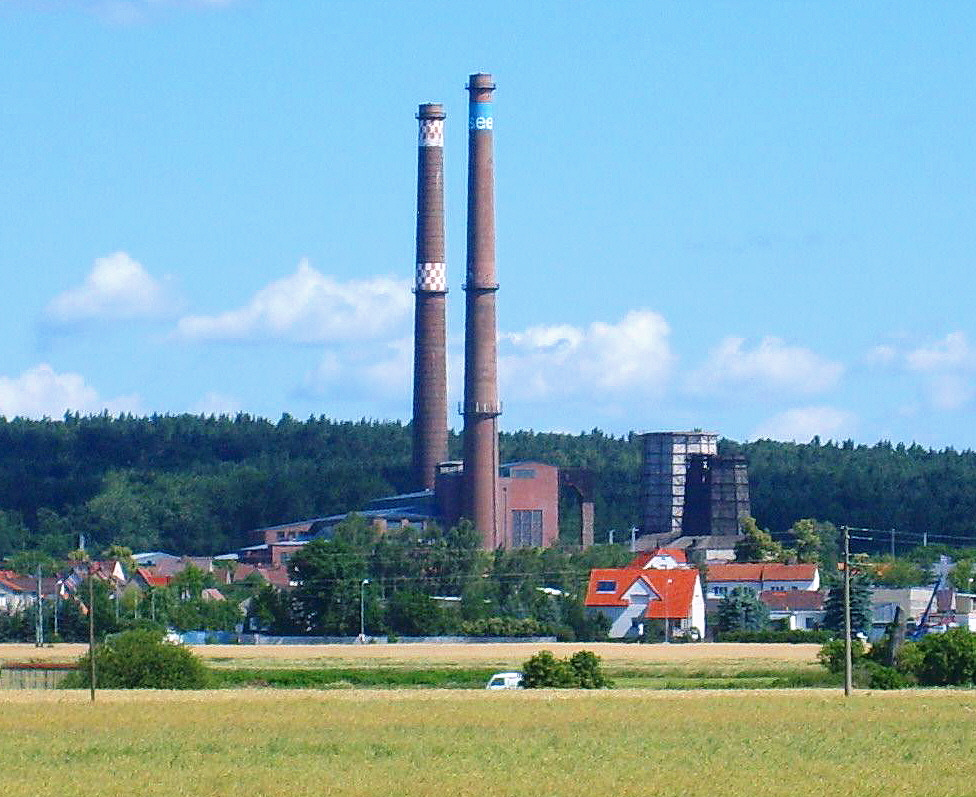
Erlebnis-Kraftwerk Plessa
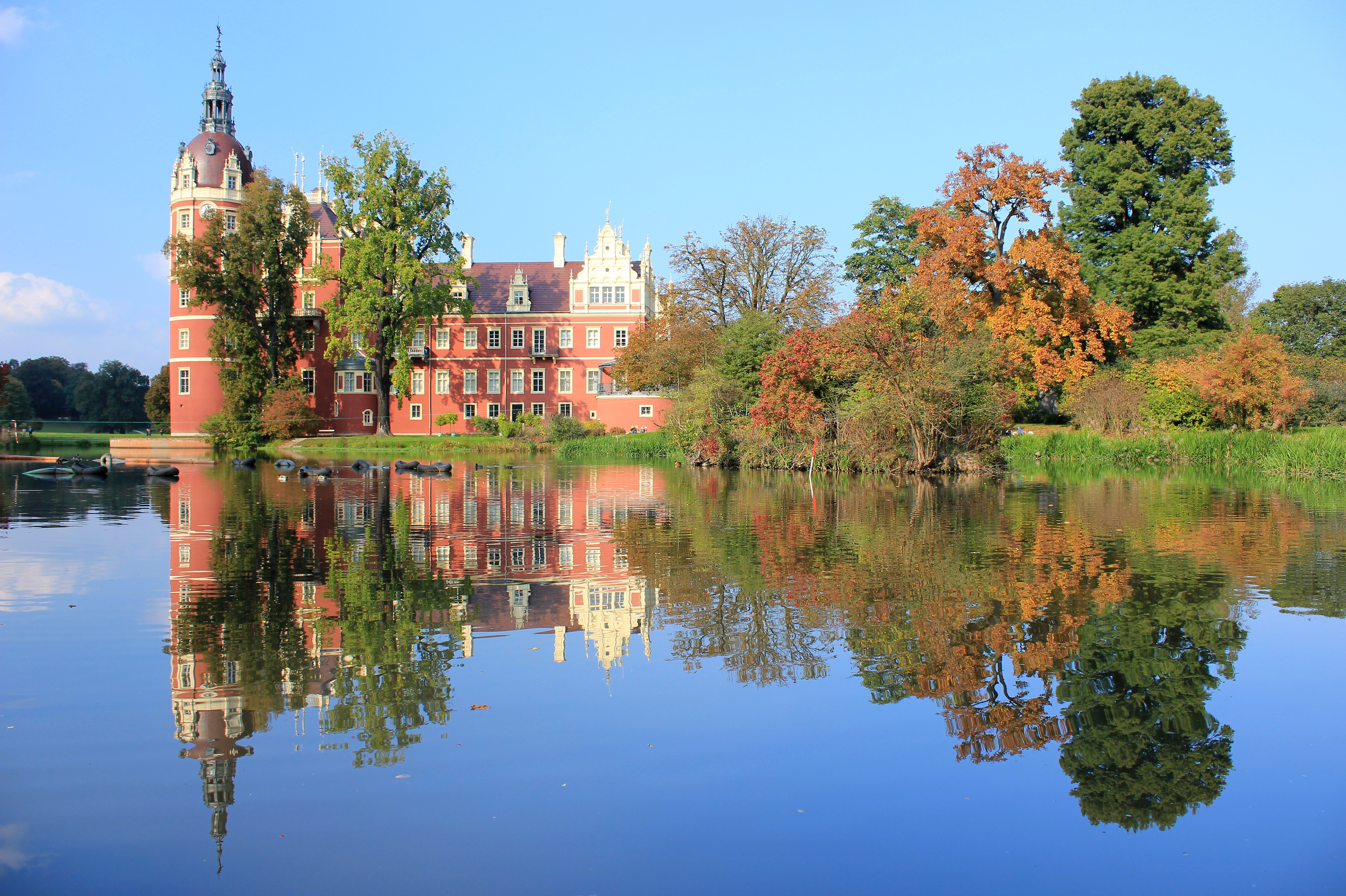
Fürst-Pückler-Park Bad Muskau
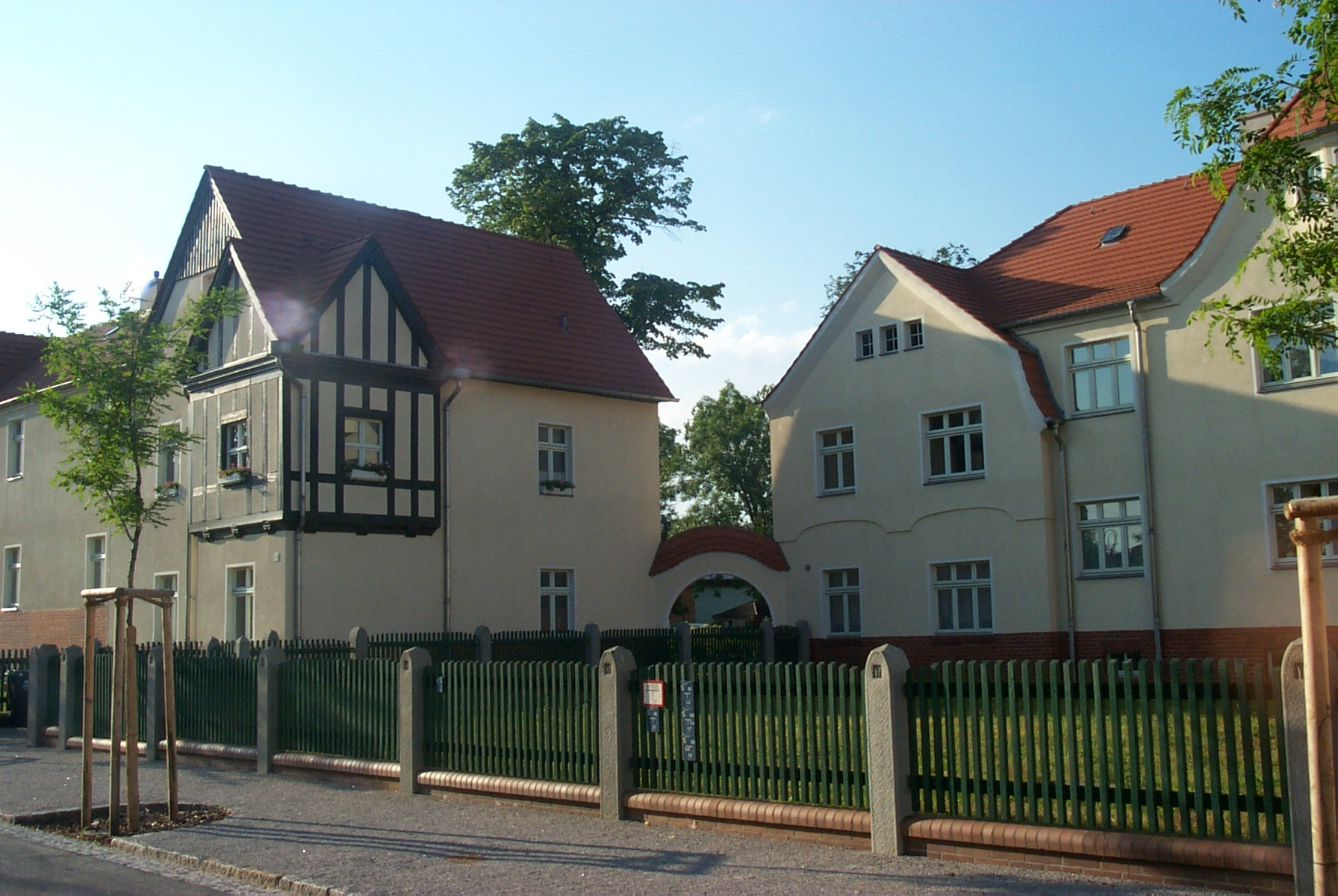
Gartenstadt Marga
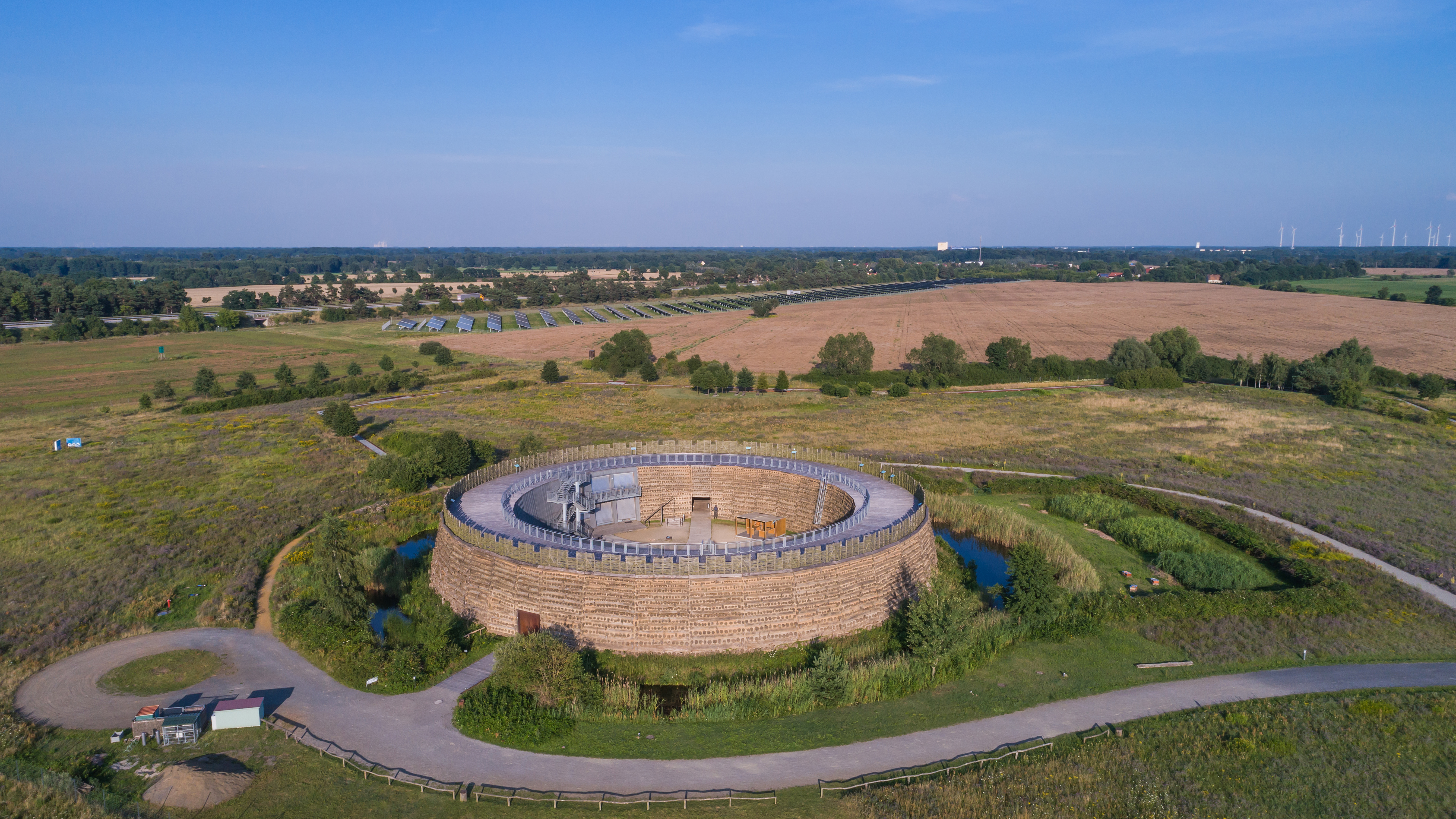
Slawenburg Raddusch
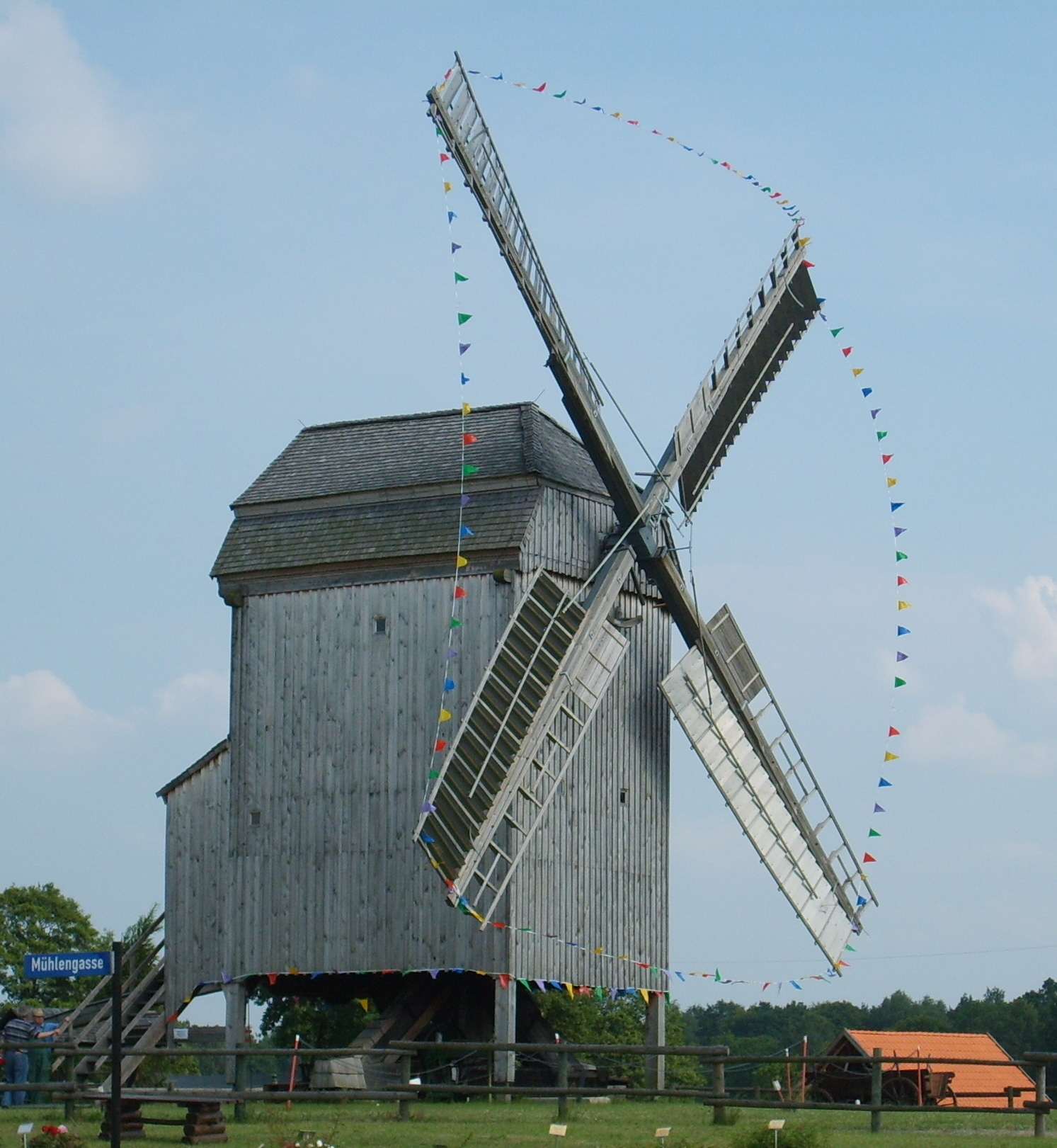
Bockwindmühle und Miniaturenpark Elsterwerda
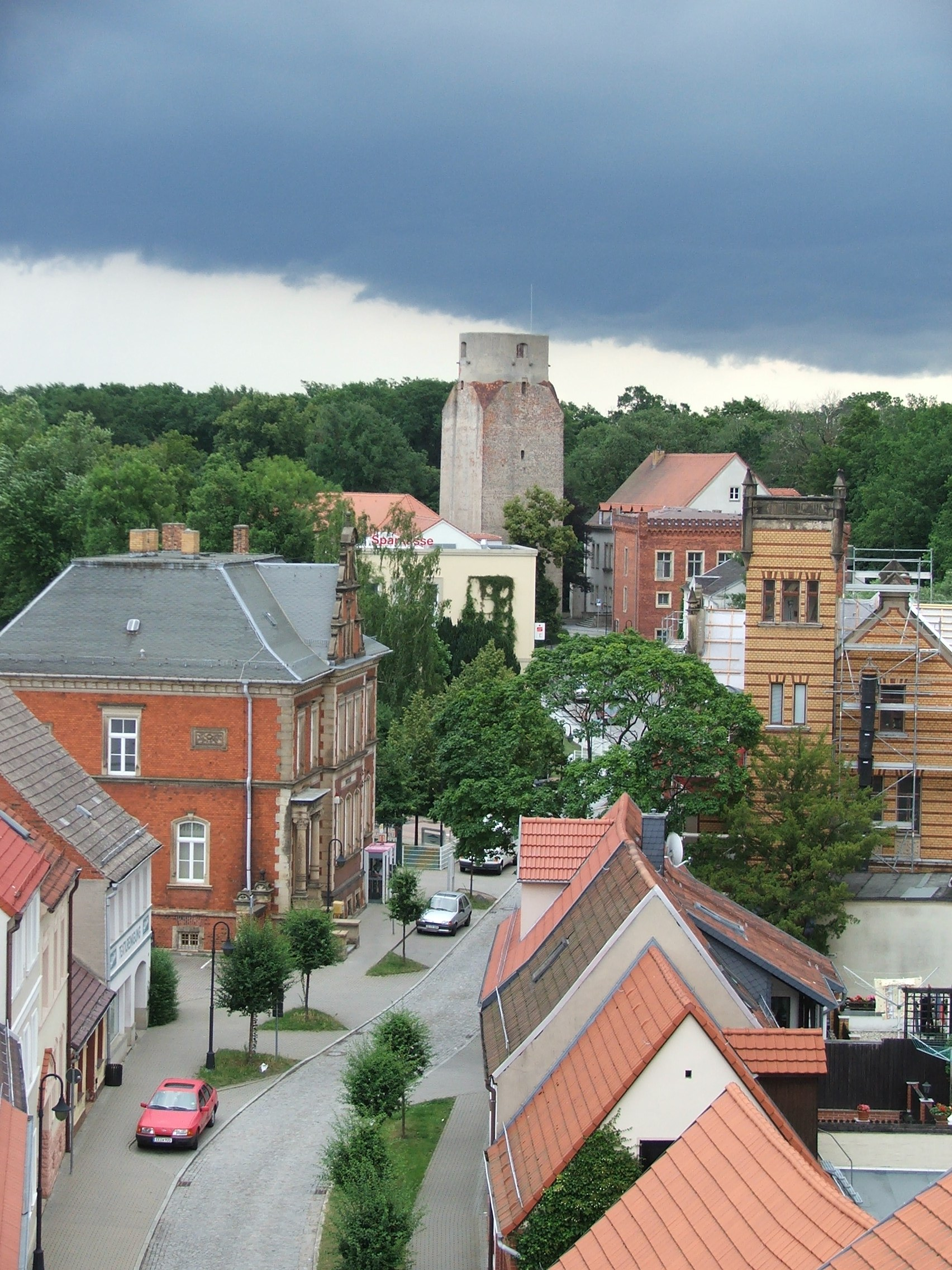
Lubwartturm Bad Liebenwerda
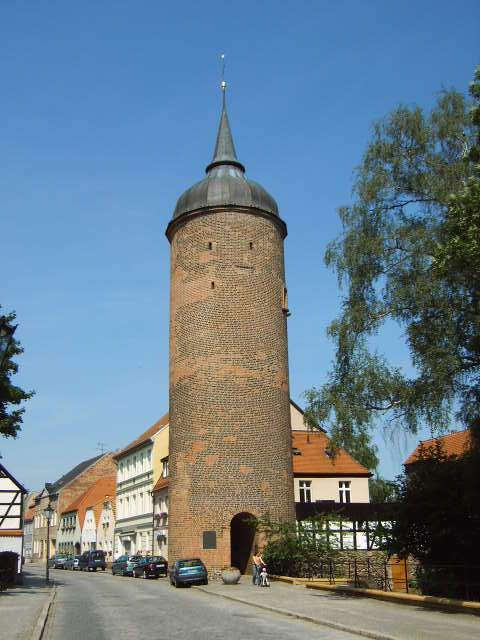
Roter Turm Luckau
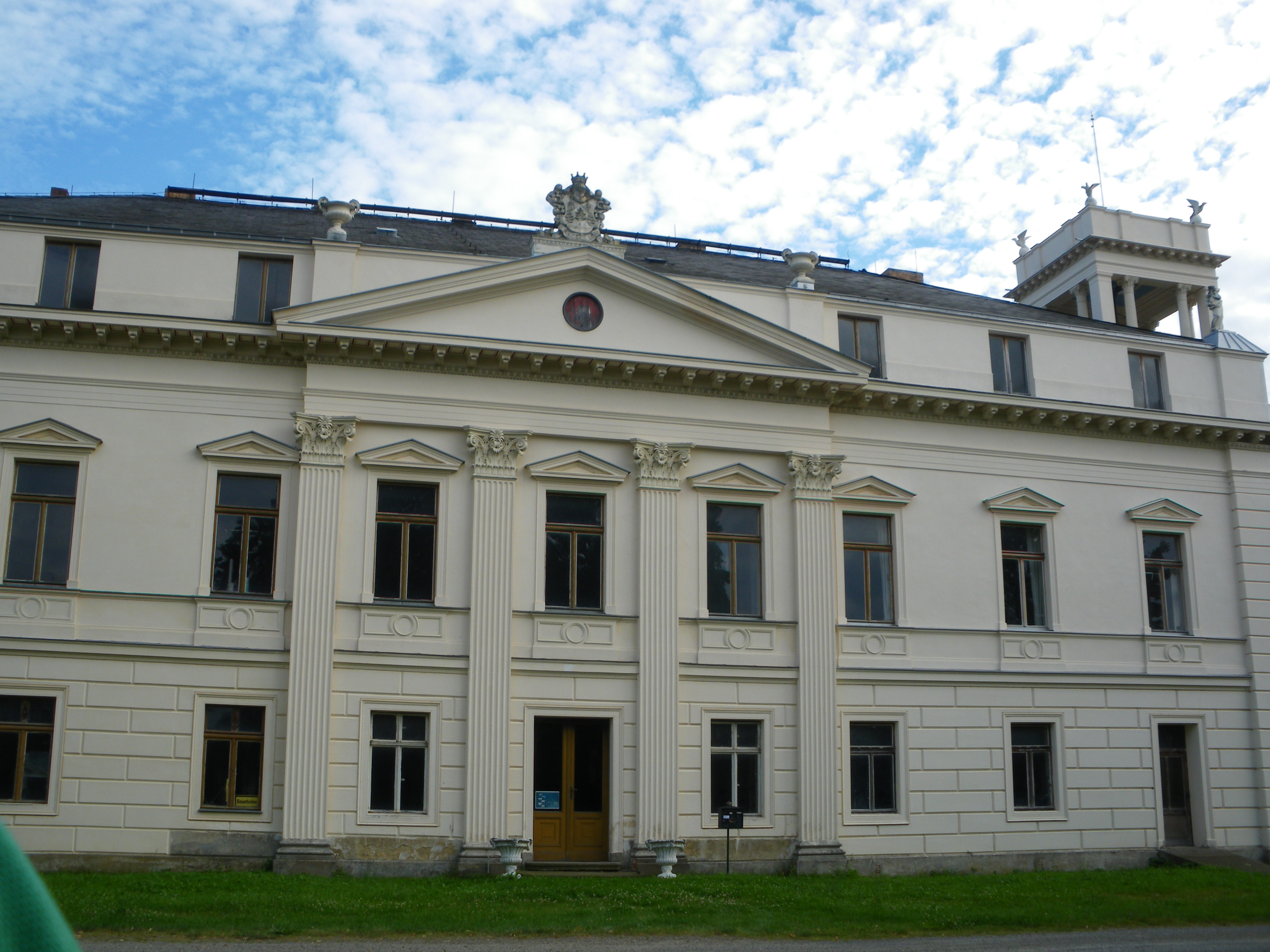
Schloss Zinnitz
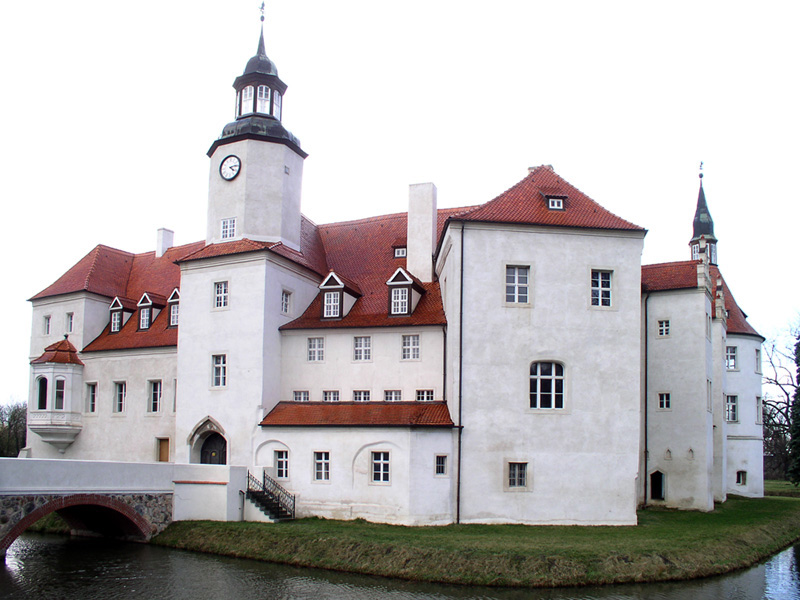
Schloss Fürstlich Drehna
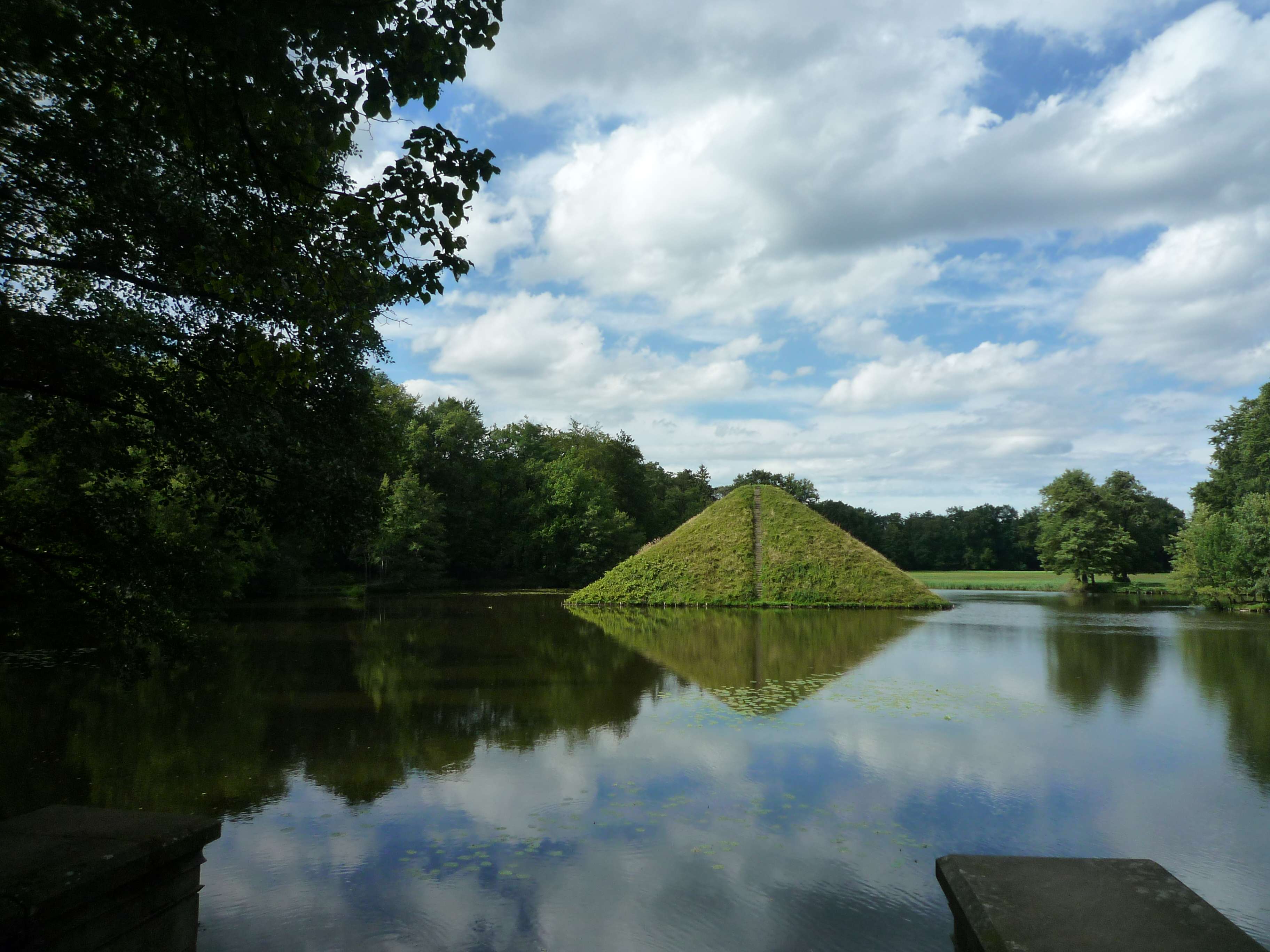
Wasserpyramide im Branitzer Park in Cottbus